# Sangita Tripathi
Sangita Tripathi (Parigi, 8 luglio 1968) è un'ex schermitrice francese, vincitrice di una medaglia di bronzo ai campionati mondiali di scherma.